# 豊根発電所
豊根発電所（とよねはつでんしょ）は、かつて愛知県北設楽郡豊根村に存在した天竜川水系の水力発電所である。大入川（おおにゅうがわ）より取水し山を越えて天竜川本流側に導水することで最大3,450キロワットを発電した。
古河鉱業（現・古河機械金属）により久根鉱山用の自家用発電所として1918年（大正7年）に建設されたのが起源。1920年（大正9年）に古河系の電力会社天竜川水力電気に移った後、5度の運営会社の変更を経て中部電力に渡るが、新豊根ダム建設に伴い1971年（昭和46年）に廃止された。

## 沿革

### 建設と天竜川水力電気設立
天竜川沿いの静岡県浜松市天竜区（旧・磐田郡佐久間町）にはかつて銅を採掘する久根鉱山が存在した。1899年（明治32年）に古河市兵衛が買収しており、古河鉱業（現・古河機械金属）が運営していた。
古河鉱業では、久根鉱山で利用する電力を賄うため自家用発電所の「大滝発電所」を1913年（大正2年）11月に新設した。この発電所は鉱山から3キロメートルほど下流にあり、天竜川支流半血沢を利用する出力135キロワットの水力発電所であった。これに続いて2番目の自家用発電所として建設されたのが豊根発電所であり、1918年（大正7年）2月に運転を開始した。取水は天竜川水系大入川からで、川に堰堤（田鹿堰堤）を建設。山中を3.5キロメートルほど導水し、天竜川本流沿いの湯ノ島において落差206メートルを得て発電、天竜川へと放水した。発電所出力は当初1,070キロワット、増設後3,450キロワット。豊根発電所の完成により久根鉱山では削岩機の使用拡大や電動圧縮機・選鉱用粉砕機・運搬用電気機関車の導入など電化がさらに進んだ。
1920年（大正9年）5月20日、古河傘下の電力会社として天竜川水力電気が設立された。同社は古河鉱業から豊根発電所と上流部滝原地点の水利権を引き継ぎ、大戦景気により電力不足に陥っていた浜松市方面への電力供給を目指す。そして翌1921年（大正10年）、浜松変電所までの送電線を完成させ6月1日より浜松市内需要家への供給を開始し、11月からは愛知県の岡崎電灯（後の中部電力〈岡崎〉）に対する送電も始めた。こうして本格化した天竜川水力電気の事業であったが、同年11月末の決算では400万円の払込資本金に対し純利益は6万円余りに過ぎず、無配当であった。

### 事業者の遷移
1921年9月、天竜川水力電気は周辺事業者の合併を続ける名古屋市の関西電気（旧名古屋電灯、1922年6月東邦電力へ改称）と合併契約を締結、翌1922年（大正11年）2月同社へ吸収された。東邦電力時代の1923年（大正12年）8月に豊根発電所が立地する豊根村に対し発電所からの配電が開始されている。
1930年（昭和5年）8月、東邦電力は自社の豊橋など東三河地区の事業を、西三河で事業を展開する岡崎電灯と統合し、中部電力（岡崎）を設立する。これに伴い豊根発電所も中部電力に移管されるが、1937年（昭和12年）5月に東邦電力が中部電力（岡崎）を合併したため東邦電力の手に戻っている。5度目の帰属変更は1942年（昭和17年）4月で、電力国家管理政策により付近の西渡発電所などとともに日本発送電へと出資された。
太平洋戦争後の電気事業再編成に伴い1951年（昭和26年）5月に中部電力が発足すると、豊根発電所は日本発送電から中部電力へと譲渡された。以降の事業者変更はない。

### 移設と廃止
1955年（昭和30年）11月9日、中部電力豊根発電所は元の地点より約80メートル上方に移転し、半地下式、出力2,300キロワットの発電所として装いを新たにした。これは下流側で進められていた佐久間ダム建設に関連する。巨大ダムである佐久間ダムの建設は1953年（昭和28年）に着手されたが、旧発電所の場所はダム完成後、ダム湖（佐久間湖）に水没してしまう位置にあった。旧発電所の有効落差は206メートルで、上方に移設してもなお最大127メートルの有効落差を得られることから、中部電力は新発電所を建設して有効利用を図ったのである。
ところが放水側の天竜川本流で佐久間ダムが建設されたのに続き、1969年（昭和44年）に取水側の大入川でもダム建設が着手された。1972年（昭和47年）に完成した新豊根ダムである。新豊根ダムの完成により豊根発電所の取水堰（田鹿堰堤）はダム湖に水没した。ダム建設により取水が不可能になるためダム竣工に先立つ1971年（昭和46年）12月31日をもって豊根発電所は運転を休止、翌1972年2月15日に廃止手続きが採られた。

### 年表
- 1918年（大正7年）2月 - 古河鉱業により豊根発電所運転開始。
- 1920年（大正9年）5月 - 天竜川水力電気設立。豊根発電所を引き継ぐ。
- 1922年（大正11年）2月 - 関西電気（後の東邦電力）が天竜川水力電気を合併。
- 1930年（昭和5年）8月 - 東邦電力、豊根発電所を中部電力（岡崎）に譲渡。
- 1937年（昭和12年）5月 - 東邦電力が中部電力（岡崎）を合併。
- 1942年（昭和17年）4月 - 東邦電力、豊根発電所を日本発送電へ出資。
- 1951年（昭和26年）5月 - 電気事業再編成により中部電力が日本発送電から豊根発電所を継承。
- 1955年（昭和30年）11月9日 - 佐久間ダム建設に伴い移転。
- 1971年（昭和46年）12月31日 - 新豊根ダム建設に伴い運転休止。
- 1972年（昭和47年）2月15日 - 豊根発電所廃止。

## 諸元
豊根発電所の主要諸元は以下の通り。
- 旧発電所
  - 所在地：愛知県北設楽郡豊根村大字古真立字湯ノ島
  - 取水河川：天竜川水系大入川
  - 発電所形式：水路式水力発電所
  - 最大出力：3,450キロワット
  - 使用水量：2.33立方メートル毎秒
  - 有効落差：206メートル
  - 水車：ペルトン水車4台（電業社製・ウェスティングハウス製各2台）
  - 発電機：容量1,250キロボルトアンペア・4台（芝浦製作所製・日立製作所製各2台）
  - 周波数：50ヘルツ（1930年から1937年にかけて60ヘルツへ移行）
- 新発電所（1955年以降）
  - 最大出力：2,300キロワット
  - 使用水量：最大毎秒2.23立方メートル
  - 有効落差：最大127メートル
  - 水車：フランシス水車1台
  - 発電機：容量3,500キロボルトアンペア・1台